# Турнейский ярус
| система                                                                          | система      | отдел        | ярус         | Ниж. граница, млн лет |
| -------------------------------------------------------------------------------- | ------------ | ------------ | ------------ | --------------------- |
| Пермь                                                                            | Пермь        | Приуральский | Ассельский   | 298,9 ±0,15           |
| Карбон                                                                           | Пенсильваний | Верхний      | Гжельский    | 303,7 ±0,1            |
| Карбон                                                                           | Пенсильваний | Верхний      | Касимовский  | 307,0 ±0,1            |
| Карбон                                                                           | Пенсильваний | Средний      | Московский   | 315,2 ±0,2            |
| Карбон                                                                           | Пенсильваний | Нижний       | Башкирский   | 323,4 ±0,4            |
| Карбон                                                                           | Миссисипий   | Верхний      | Серпуховский | 330,3 ±0,4            |
| Карбон                                                                           | Миссисипий   | Средний      | Визейский    | 346,7 ±0,4            |
| Карбон                                                                           | Миссисипий   | Нижний       | Турнейский   | 358,86 ±0,19          |
| Девон                                                                            | Девон        | Верхний      | Фаменский    | больше                |
| Деление и золотые гвозди в соответствии с IUGS по состоянию на декабрь 2024 года |              |              |              |                       |

Турнейский ярус (С1t, англ. Tournaisian Stage) — стратиграфическое подразделение, первый ярус нижнего отдела каменноугольной системы.  Возраст отложений яруса — 358,86—346,7 млн лет. назад. 
Ему предшествует фаменский ярус верхнего девона, за ним следует визейский ярус карбона. Назван в честь бельгийского города Турне. Впервые описан  в научной литературе бельгийским геологом Андре Дюмоном в 1832 году.
В типовом разрезе представлен морскими отложениями: известняками и сланцами, с остатками кораллов, брахиопод и гониатитов. Во многих районах отложения яруса содержат уголь. 
Нижняя граница яруса в Северной Франции и Бельгии А.Дюмоном была проведена по границе между известняками  и нижележащими песчано-сланцевыми отложениями фаменского яруса. 
В 1842 году турнейский ярус был обособлен бельгийским палеонтологом Лораном Де Конинком, как «фазу со Spirifer tornacensis». 
Турнейский век отвечает эвстатическому циклу седиментации, который хорошо обособлен, в частности, в Московской синеклизе.